# トゥキュディデス

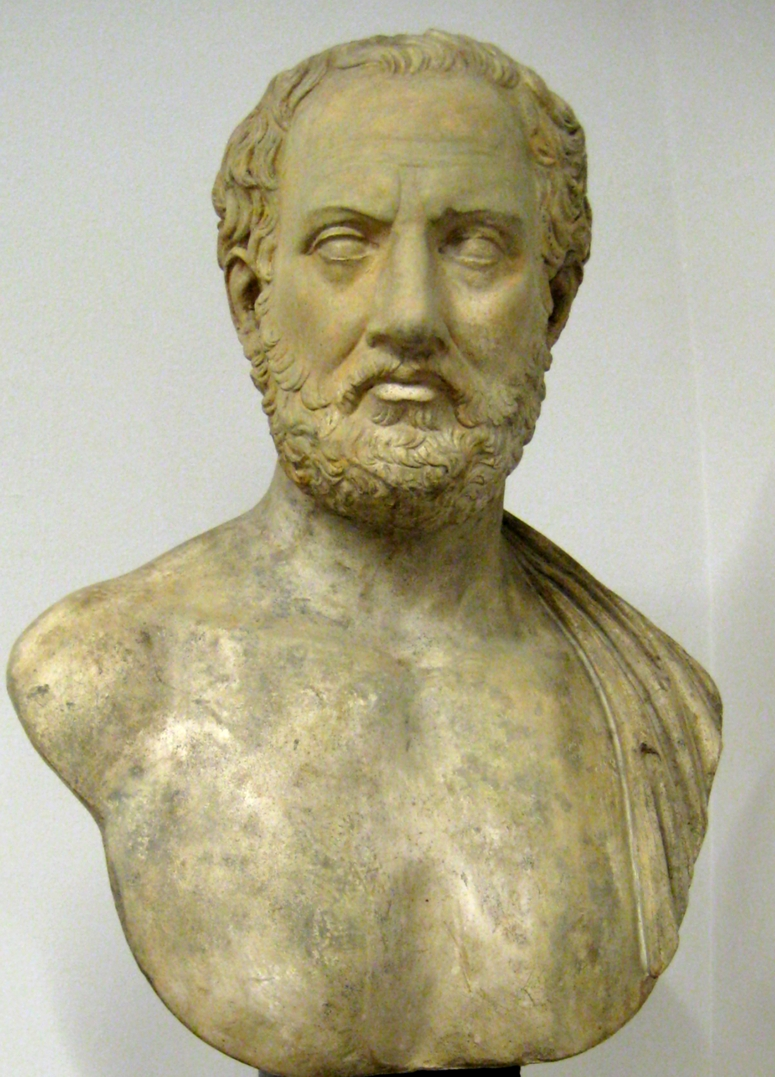
トゥキディデスの胸像

トゥキュディデス（トゥーキュディデース、古希: Θουκυδίδης、古代ギリシア語ラテン翻字: Thoukudídēs、紀元前460年頃 - 紀元前395年）は、古代アテナイの歴史家で、オロロス（Olorus）の子である。ツキジデスなどとも。

## 略歴
代表作は、ペロポネソス戦争を実証的立場から著した『戦史（ペロポネソス戦争の歴史）』（古希: Ιστορία του Πελοποννησιακού Πολέμου、古代ギリシア語ラテン翻字: Istoría tou Peloponnēsiakoú Polémou）である。トゥキュディデスは、この戦争に将軍として一時参加したが、紀元前422年のトラキアのアンフィポリス近郊での失敗により失脚し、20年の追放刑に処された。このため、スパルタの支配地にも逗留したことがあり、この時の経験によって双方を客観的に観察することができたとも言える。また、トゥキュディデスの罠などの概念を生み出したと伝えられる。
なお、今もって理由は不明だが、トゥキュディデス『戦史』の記述は紀元前411年の記述で獲麟とする（それ以降も彼は生き続けたので、少なくとも中断は死によるものではない）。後に哲人ソクラテスの弟子クセノポンが中断部分から筆を起こし、紀元前362年までを記録した『ギリシア史（ヘレニカ）』（古希: Ἑλληνικά、古代ギリシア語ラテン翻字: Hellēniká）を著し、ペロポネソス戦争の記録を完成させた。
トゥキュディデスは先人の歴史家ヘロドトスの『歴史（ヒストリアイ）』（古希: ἱστορίαι、古代ギリシア語ラテン翻字: historíai）と対比される。特徴として、同時代の歴史を扱った著作では、特定の国家を贔屓せず中立的な視点から著述していること、政治家や軍人の演説を随所に挿入して歴史上の人物に直接語らせるという手法を取っており、中には裏付けがあるとは思えない演説や対話も入っていることが挙げられる。演説では、開戦一年目の戦没者合同追悼式に際してのペリクレスによる演説が最も名高い。

## 日本語訳
- 『トゥーキュディデース　戦史』 久保正彰訳、岩波文庫（上中下）、1966-1967年、新装復刊1997年、2017年ほか
  - 抜粋版『トゥキュディデス 戦史』 中央公論新社〈中公クラシックス〉、新版解説桜井万里子、2013年12月
    - 元版『世界の名著5 ヘロドトス　トゥキュディデス』（村川堅太郎責任編集、中央公論社、1970年）
- 『トゥキュディデス　歴史』 小西晴雄訳[2]、ちくま学芸文庫（上下）、2013年10月。電子書籍も刊行
  - 元版『トゥーキュディデース 歴史』 筑摩書房〈世界古典文学全集 11〉、1971年、復刊1982年、2005年ほか
- 『トゥキュディデス　歴史　1・2』 藤縄謙三訳（1）、城江良和訳（2）、京都大学学術出版会〈西洋古典叢書〉、2000-2003年

## 伝記研究
- F.M.コーンフォード 『トゥーキューディデース 神話的歴史家』

大沼忠弘・左近司祥子訳、みすず書房、1970年 - 原書は1907年にロンドンで刊行。
- 斎藤忍随 『ギリシア文学散歩』[3] 岩波書店、1987年／岩波現代文庫、2007年
- 桜井万里子 『ヘロドトスとトゥキュディデス　歴史学の始まり』 <ヒストリア023>山川出版社、2002年／講談社学術文庫、2023年
- 柳沼重剛 『地中海世界を彩った人たち　古典に見る人物像』 岩波現代文庫、2007年
- 『人はなぜ戦争を選ぶのか　最古の戦争史に学ぶ人が戦争に向かう原理』

ジョハンナ・ハニンク編、太田雄一朗訳、茂木誠解説、文響社、2022年。入門書
以下は専門書
- 田中美知太郎 『ツキュディデスの場合 歴史記述と歴史認識』[4] 筑摩書房、1970年 
  - 『田中美知太郎全集 第十二巻　ツキュディデスの場合』 筑摩書房、1988年（解題柳沼重剛）
- 久保正彰 『ギリシァ・ラテン文学研究　叙述技法を中心に』 岩波書店、1992年

第2部 「ツキジデス＜戦史＞における叙述技法の諸相」
- 柳沼重剛 『トゥキュディデスの文体の研究』 岩波書店、2000年
- 『危機をめぐる歴史学』 山代宏道編、刀水書房　2006年（西洋史学者15名の研究）
- デイヴィッド・グリーン『ギリシア政治理論　トゥキュディデスとプラトンにおける男のイメージ』

飯島昇藏・小高康照・近藤和貴・佐々木潤訳、風行社、2014年